# Valentina Colombo (pallavolista)
Valentina Colombo (Monza, 12 dicembre 2003) è una pallavolista italiana, centrale della Cuneo Granda.

## Carriera

### Club
La carriera di Valentina Colombo inizia nella stagione 2020-21 quando viene ingaggiata dalla UYBA, giocando nella formazione che disputa la Serie B1: al contempo ottiene qualche convocazione in prima squadra in Serie A1, dove milita stabilmente a partire dalla stagione successiva. Nell'annata 2023-24 si accasa al Casalmaggiore, mentre in quella 2024-25 veste la maglia della Cuneo Granda, sempre in Serie A1.